# Сесса-Аурунка
Сесса-Аурунка (італ. Sessa Aurunca) — муніципалітет в Італії, у регіоні Кампанія,  провінція Казерта.
Сесса-Аурунка розташована на відстані близько 145 км на південний схід від Рима, 55 км на північний захід від Неаполя, 39 км на північний захід від Казерти.
Населення — 21 871 особа (2014).
Щорічний фестиваль відбувається 8 травня. Покровитель — San Leone IX.

## Демографія
Населення за роками:

Станом на 1 січня 2023 року в муніципалітеті офіційно проживало 736 іноземців з 61 країни, серед них 284 громадяни країн Євросоюзу та 54 громадяни України.

## Сусідні муніципалітети
- Каринола
- Кастельфорте
- Челлоле
- Фальчіано-дель-Массіко
- Галлуччо
- Мінтурно
- Мондрагоне
- Рокка-д'Евандро
- Роккамонфіна
- Санті-Козма-е-Дам'яно-(льт)
- Теано

## Галерея зображень

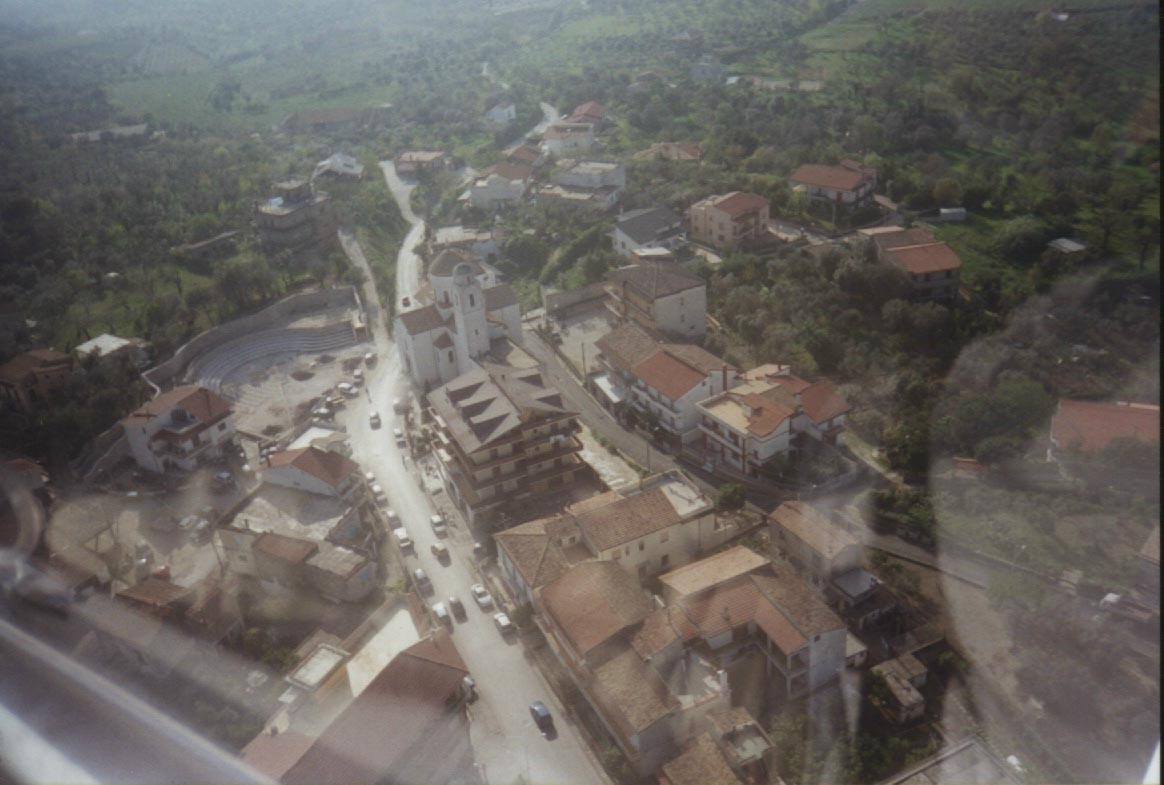
Veduta aerea della piazza Luigi Toro di Lauro, antistante la chiesa di Santa Maria delle Grazie
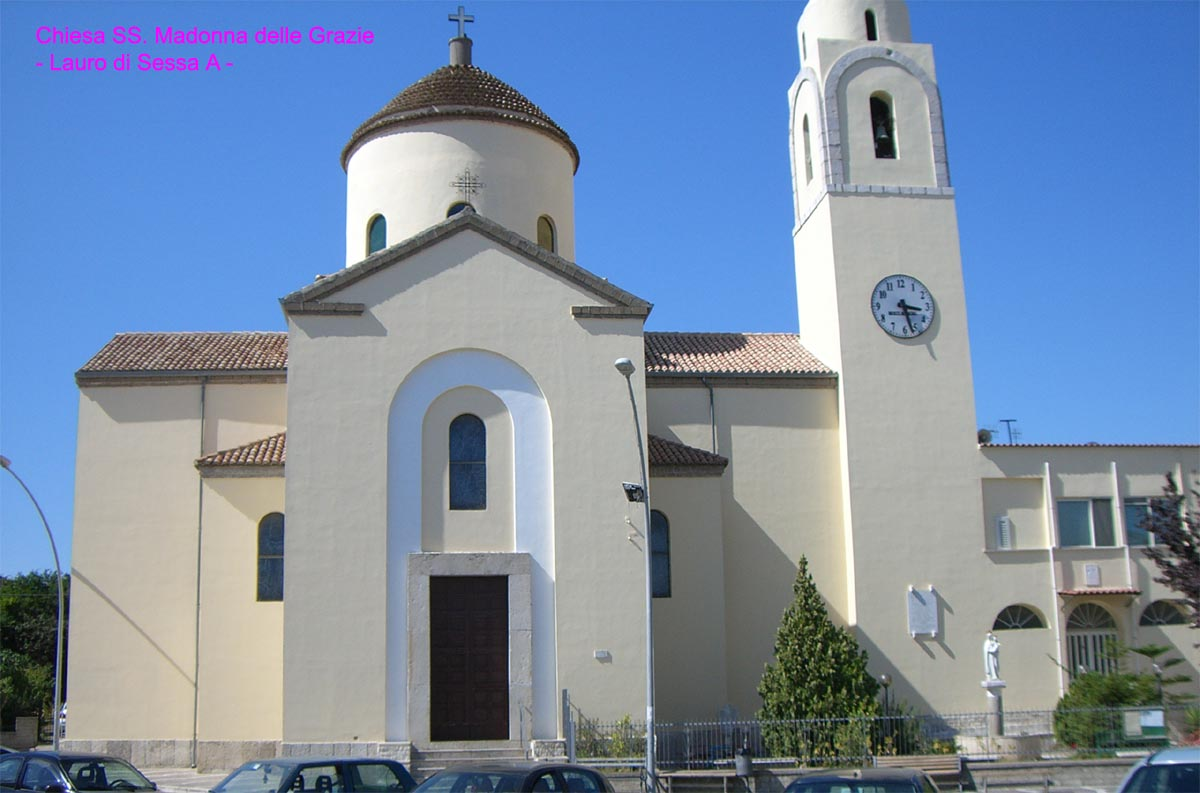
Chiesa di Santa Maria delle Grazie, chiesa principale di Lauro
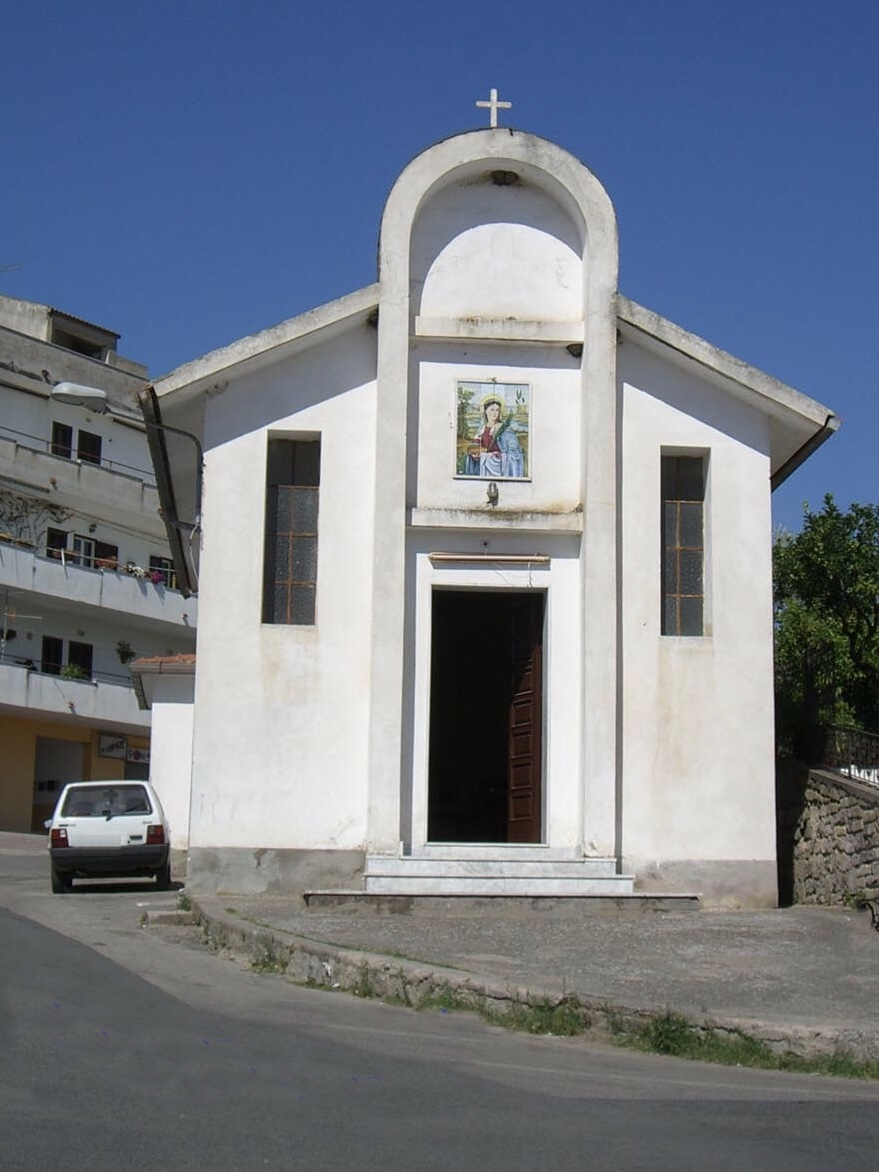
Chiesa di Santa Lucia
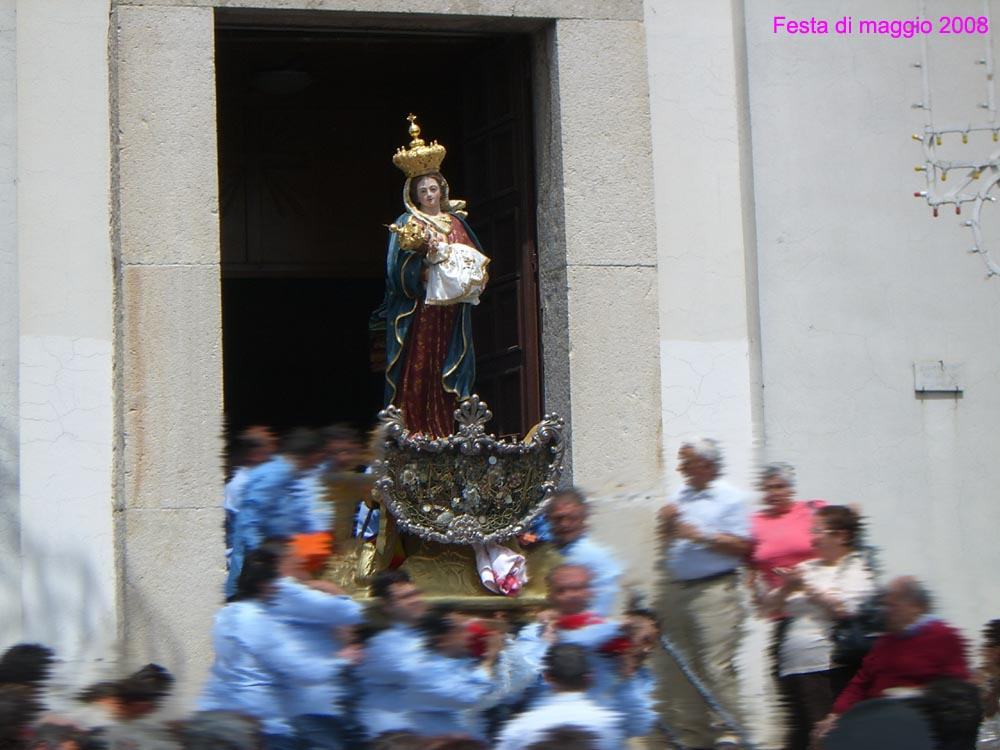
La Madonna all'uscita della chiesa durante i festeggiamenti in suo onore
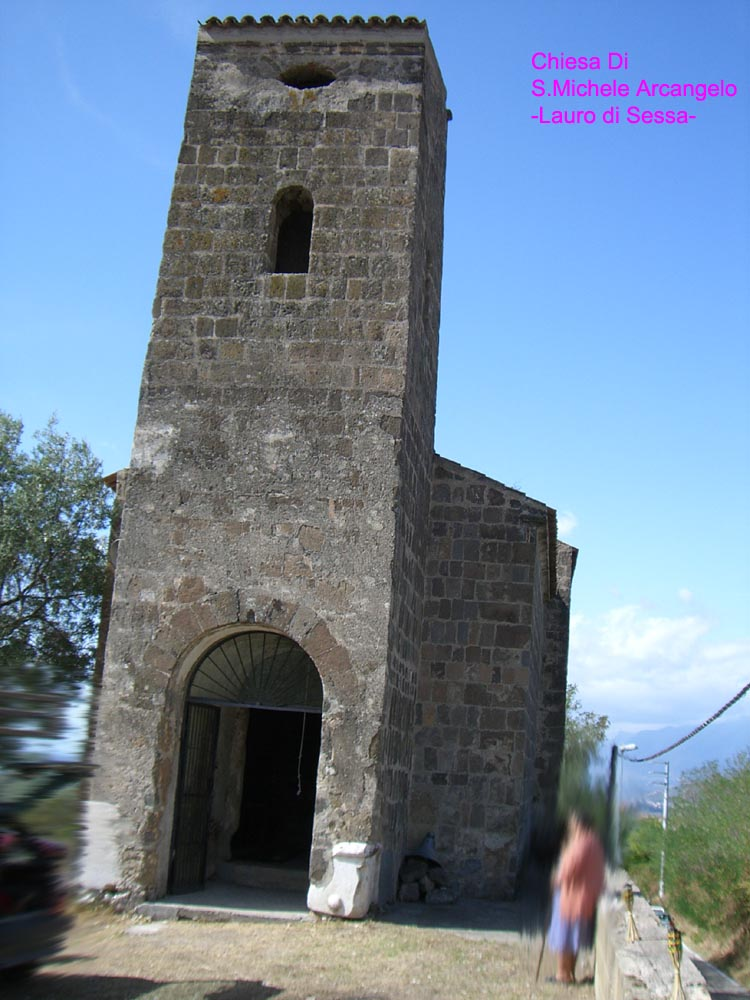
Chiesa dedicata a San Michele le cui origini sono datate intorno all'anno Mille
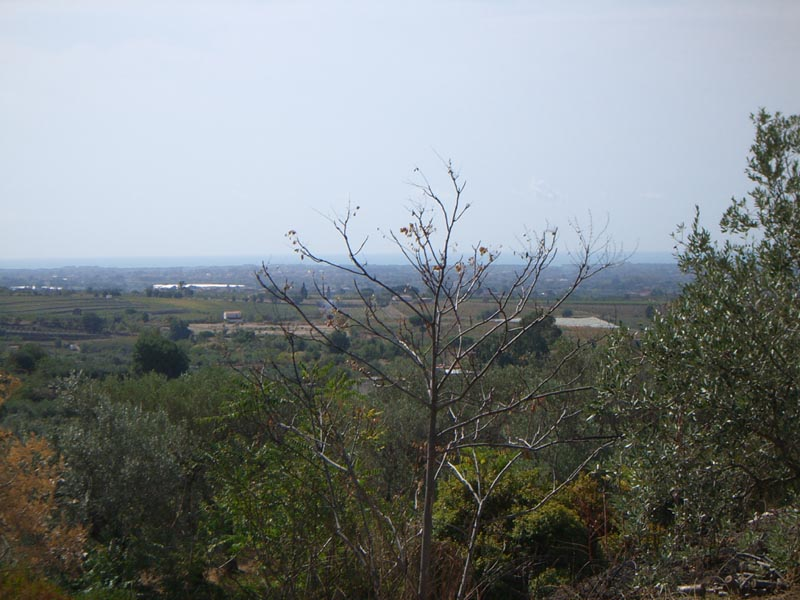
Veduta panoramica dalla chiesa di San Michele: in lontananza si può scorgere il mare